# Championnat de France féminin de handball 2022-2023
Navigation
2021-2022 2023-2024
| \| Issy/Paris Celles/B. Metz Toulon Besançon St-Amand Nantes Dijon Nice Brest Chambray Mérignac Bourg-de-Péage Plan-de-Cuques \| Localisation des clubs engagés dans le championnat. · En rouge, le champion. |
| Issy/Paris Celles/B. Metz Toulon Besançon St-Amand Nantes Dijon Nice Brest Chambray Mérignac Bourg-de-Péage Plan-de-Cuques                                                                                    |

La saison 2022-2023 de Ligue Butagaz Énergie est la soixante-douzième édition du Championnat de France féminin de handball et la quatrième sous la dénomination de « Ligue Butagaz Énergie ». Il s'agit du premier niveau du handball féminin français.
Cette compétition oppose les quatorze meilleures équipes françaises professionnelles pendant vingt-six journées, sous forme de matches aller-retour. Metz Handball est le tenant du titre.
Le Metz Handball remporte son vingt-cinquième titre de champion de France devant le Brest Bretagne Handball et les Neptunes de Nantes. 
À l'inverse, le Bourg-de-Péage Drôme Handball a été contraint de déclarer le forfait général en décembre 2022. Malgré le retrait de 9 points du Mérignac Handball (ramené finalement à 5 points) et des menaces de relégation administrative, le club girondin est finalement repêché alors que la compétition a débuté tandis qu'à l'inverse c'est le HBC Celles-sur-Belle qui est rétrogradé administrativement malgré sa 10e place.

## Présentation

### Formule de la compétition
Quatorze clubs prennent part à la saison 2022-2023 de Ligue Butagaz Énergie : les treize premiers clubs de la saison 2021-2022, ainsi que le club VAP le mieux classé à l’issue du championnat de deuxième division 2021-2022, promu.
Contrairement à la saison 2021-2022, le championnat comprend une seule phase organisée sous forme de matches aller-retour entre les 14 clubs. La finale entre les deux premiers de la saison régulière est supprimée. Ainsi, le club terminant premier du classement à l'issue des vingt-six journées de championnat est déclaré champion de France et est automatiquement qualifié pour la saison 2023-2024 de ligue des champions.
Les équipes classées deuxième, troisième et quatrième de la saison régulière sont qualifiées pour la saison 2023-2024 de Ligue européenne, deuxième échelon continental.
Le club classé dernier de la saison régulière est relégué en deuxième division. Malgré le forfait général de Bourg-de-Péage Drôme Handball en décembre 2022, une relégation en deuxième division est bien prévue en fin de saison.

### Calendrier
Les principales dates du calendrier sont :
- Week-end des 3 et 4 septembre 2022 : 1re journée de Ligue Butagaz Énergie (LBE)
- Week-end des 10 et 11 septembre 2022 : 1er tour de la Coupe de France et de la Ligue des champions
- Week-end des 8 et 9 octobre 2022 : 1er tour de la Ligue européenne
- Mer. 22 octobre 2022 : 6e journée de LBE avant la grande trêve internationale pour l’Euro 2022
- Mer. 30 novembre 2022 : reprise de LBE (7e journée)
- Week-end des 13 et 14 mai 2023 : Final 4 de la Ligue européenne
- Sam. 27 mai 2023 : 26e et dernière journée de Ligue Butagaz Énergie
- Week-end des 3 et 4 juin 2023 : Final 4 de la Ligue des champions
- Sam. 10 juin 2023 : Finale de la Coupe de France

Historiquement disputé en décembre, le championnat d'Europe 2022 se déroule exceptionnellement en novembre, la Fédération européenne de handball (EHF) ayant fait ce choix face à la concurrence de la Coupe du monde de football 2022. Cette modification de calendrier engendre une trêve internationale plus précoce que les saisons précédentes.
Parallèlement au championnat est disputée la Coupe de France.

### Clubs participants
Légende des couleurs
- Participant à la Ligue des champions
- Participant à la Ligue européenne
- Promu de deuxième division

| Club                              | En LFH depuis | 2021-2022 | Entraîneur          | Depuis  | Salle                                                    | Capacité théorique | Source |
| --------------------------------- | ------------- | --------- | ------------------- | ------- | -------------------------------------------------------- | ------------------ | ------ |
| Metz Handball                     | 1987          | 1er       | Emmanuel Mayonnade  | 2016    | Palais omnisports Les Arènes                             | 4 500              | [ 8 ]  |
| Brest Bretagne Handball           | 2016          | 2e        | Pablo Morel         | 2021    | Brest Arena                                              | 4 200              | [ 9 ]  |
| Paris 92                          | 2010          | 3e        | Yacine Messaoudi    | 2019    | Salle Robert Charpentier Stade Pierre-de-Coubertin       | 1 800 4 000        | [ 10 ] |
| Entente sportive Besançon féminin | 2015          | 4e        | Sébastien Mizoule   | 2021    | Palais des sports Ghani-Yalouz                           | 3 380              | [ 11 ] |
| Neptunes de Nantes                | 2013          | 5e        | Helle Thomsen       | 02/2022 | Complexe sportif Mangin-Beaulieu                         | 2 500              | [ 12 ] |
| Chambray Touraine Handball        | 2016          | 6e        | Mathieu Lanfranchi  | 2022    | Gymnase de la Fontaine Blanche Complexe sportif Guy Drut | 700 1 400          | [ 13 ] |
| OGC Nice Côte d'Azur Handball     | 2012          | 7e        | Clément Alcacer     | 2022    | Halle des sports Charles-Ehrmann                         | 1 450              | [ 14 ] |
| Jeanne d'Arc Dijon Handball       | 2014          | 8e        | Christophe Mazel    | 2019    | Palais des sports Jean-Michel-Geoffroy                   | 3 300              | [ 15 ] |
| Bourg-de-Péage Drôme Handball     | 2017          | 9e        | Camille Comte       | 2015    | Complexe Vercors                                         | 1 500              | [ 16 ] |
| Mérignac Handball                 | 2019          | 10e       | Christophe Chagnard | 09/2020 | Salle Pierre-de-Coubertin                                | 500                | [ 17 ] |
| Toulon Métropole Var Handball     | 2008          | 11e       | Stéphane Plantin    | 02/2021 | Palais des sports Jauréguiberry                          | 4 400              | [ 18 ] |
| Handball Plan-de-Cuques           | 2020          | 12e       | Angélique Spincer   | 2020    | Complexe Sportif des Ambrosis                            | 500                | [ 19 ] |
| Handball Club Celles-sur-Belle    | 2021          | 13e       | Thierry Vincent     | 2017    | Parc de la Boissière                                     | 1300               | [ 20 ] |
| Saint-Amand Handball              | 2022          | 1er (D2)  | Félix Garcia        | 2021    | Salle Maurice Hugot                                      | 1 114              | [ 21 ] |

Concernant les clubs engagés en Coupe d'Europe, deux clubs participent à la Ligue des champions : le Metz Handball en tant que champion et le Brest Bretagne Handball, retenu sur dossier (Wild-Card). De plus, quatre clubs participent à la Ligue européenne : Paris 92 entre en phase de groupe, l' ES Besançon et les Neptunes de Nantes entrent au deuxième tour, tandis que le Chambray Touraine, retenu sur dossier, doit passer par le premier tour.

### Transferts

#### Changement d'entraîneurs principaux et adjoints à l'intersaison
- Clément Alcacer - ancien directeur du centre de formation de Metz Handball (2019-2022), il devient l'entraîneur principal de l'OGC Nice
- Jérôme Delarue - ancien entraîneur de Chambray la saison précédente, il devient l'entraîneur adjoint des Neptunes de Nantes
- Mathieu Lanfranchi - ancien entraîneur adjoint des Neptunes de Nantes la saison précédente, il devient l'entraîneur principal de Chambray

### Équipementiers
| Équipementier  | Équipe             | Période                                 | Source |
| -------------- | ------------------ | --------------------------------------- | ------ |
| Craft          | Brest Bretagne     | 2020/07 – 2023                          | [ 22 ] |
| Craft          | Mérignac           | 2019/08 –                               | [ 23 ] |
| Craft          | Neptunes de Nantes | 2020/07 – 2024                          | [ 24 ] |
| Erreà          | JDA Dijon          | 2018/07 –                               |        |
| Hummel         | OGC Nice CA        | 2020/09 (2021/08 officiellement) – 2023 | ,      |
| Hummel         | Toulon MV HB       | 2021/07 – 2024                          | ,      |
| Kappa          | Chambray THB       | 2010/09 –                               | [ 30 ] |
| Kempa          | HBC Celles/Belle   | 2016/09 – 2025                          | [ 31 ] |
| Kempa          | Metz Handball      | 2011/07 –                               |        |
| Kempa          | St-Amand HB        | 2016/09 –                               |        |
| Macron         | Bourg-de-Péage DHB | 2022/07 –                               | [ 32 ] |
| Le Coq sportif | ES Besançon        | 2021/07 – 2024                          | [ 33 ] |
| Le Coq sportif | Paris 92           | 2020/06 – 2024                          | ,      |
| Puma           | HBC Plan-de-Cuques | 2022/07 – 2025                          | [ 36 ] |

## Déroulement de la compétition

### Classement final
Le classement final de la saison est :
|    | Équipe                        | Pts             | J               | G               | N               | P               | Bp              | Bc              | Diff            |
| -- | ----------------------------- | --------------- | --------------- | --------------- | --------------- | --------------- | --------------- | --------------- | --------------- |
| 1  | Metz Handball T C             | 72              | 24              | 24              | 0               | 0               | 807             | 578             | 229             |
| 2  | Brest Bretagne Handball       | 62              | 24              | 19              | 0               | 5               | 698             | 590             | 108             |
| 3  | Neptunes de Nantes            | 56              | 24              | 15              | 2               | 7               | 677             | 618             | 59              |
| 4  | Chambray Touraine Handball    | 52              | 24              | 14              | 0               | 10              | 664             | 628             | 36              |
| 5  | JDA Bourgogne Dijon           | 52              | 24              | 14              | 0               | 10              | 713             | 687             | 26              |
| 6  | ES Besançon                   | 52              | 24              | 12              | 4               | 8               | 643             | 687             | -44             |
| 7  | Paris 92                      | 51              | 24              | 11              | 5               | 8               | 618             | 593             | 25              |
| 8  | OGC Nice CA                   | 47              | 24              | 11              | 1               | 12              | 675             | 714             | -39             |
| 9  | Handball Plan-de-Cuques       | 40              | 24              | 8               | 0               | 16              | 619             | 685             | -66             |
| 10 | HBC Celles-sur-Belle          | 37-1            | 24              | 6               | 2               | 16              | 610             | 705             | -95             |
| 11 | Saint-Amand Handball P        | 34              | 24              | 4               | 2               | 18              | 633             | 713             | -80             |
| 12 | Toulon Métropole Var Handball | 32              | 24              | 3               | 2               | 19              | 582             | 689             | -107            |
| 13 | Mérignac Handball             | 31-5            | 24              | 5               | 2               | 17              | 604             | 693             | -89             |
| -  | Bourg-de-Péage Drôme Handball | forfait général | forfait général | forfait général | forfait général | forfait général | forfait général | forfait général | forfait général |

 Ligue des champions
- Champion et qualifié
- Invité sur dossier

Ligue européenne
- Qualifié
- Invité sur dossier

Relégation en Division 2
- Repêché
- Rétrogradé en Division 2

Abréviations
- T : tenant du titre 2022
- P : promus de D2 en début de saison
- C : vainqueur de la Coupe de France

Points de pénalités
- -9 ramené à -5 pour Mérignac Handball[39]

### Résultats
| Résultats (dom.\ext.)                                      | Bes.  | BdP | Bre.  | CsB   | Cha.  | Dij.  | Mér.  | Metz  | Nan.  | Nice  | Par.  | PdC   | St-A  | Tou.  |
| ES Besançon                                                |       | -   | 24-27 | 29-26 | 22-31 | 30-35 | 31-25 | 29-37 | 30-27 | 27-28 | 24-24 | 26-25 | 30-22 | 30-25 |
| Bourg-de-Péage DHB                                         | -     |     | -     | -     | -     | -     | -     | -     | -     | -     | -     | -     | -     | -     |
| Brest Bretagne Handball                                    | 40-23 | -   |       | 32-20 | 31-20 | 32-30 | 35-29 | 19-23 | 22-29 | 33-27 | 22-19 | 30-23 | 38-30 | 27-19 |
| Celles-sur-Belle                                           | 20-29 | -   | 22-35 |       | 24-22 | 29-36 | 30-32 | 26-37 | 25-25 | 30-24 | 23-24 | 33-29 | 26-31 | 28-19 |
| Chambray Touraine Handball                                 | 24-25 | -   | 26-31 | 32-26 |       | 30-25 | 21-22 | 21-31 | 23-22 | 37-28 | 24-23 | 30-20 | 35-28 | 28-27 |
| JDA Dijon                                                  | 34-21 | -   | 32-27 | 35-27 | 31-35 |       | 30-22 | 29-35 | 24-28 | 25-27 | 22-19 | 30-22 | 30-26 | 31-30 |
| Mérignac Handball                                          | 29-37 | -   | 19-31 | 26-28 | 20-27 | 27-28 |       | 21-31 | 27-30 | 24-32 | 27-27 | 26-24 | 27-26 | 28-18 |
| Metz Handball T                                            | 33-24 | -   | 33-23 | 42-20 | 30-26 | 38-26 | 36-26 |       | 29-24 | 38-23 | 30-29 | 42-17 | 37-21 | 29-22 |
| Neptunes de Nantes                                         | 23-23 | -   | 23-26 | 28-26 | 31-24 | 33-27 | 29-18 | 25-29 |       | 27-29 | 30-25 | 36-31 | 37-29 | 35-25 |
| OGC Nice CA HB                                             | 26-28 | -   | 29-32 | 34-31 | 33-36 | 29-30 | 26-24 | 21-37 | 24-25 |       | 25-37 | 25-19 | 26-21 | 34-28 |
| Paris 92                                                   | 23-23 | -   | 19-24 | 21-21 | 28-24 | 31-28 | 34-25 | 21-36 | 22-21 | 30-31 |       | 32-26 | 26-21 | 27-20 |
| Handball Plan-de-Cuques                                    | 20-24 | -   | 26-33 | 32-23 | 28-27 | 33-24 | 26-25 | 23-27 | 28-29 | 34-32 | 22-28 |       | 27-26 | 29-25 |
| Saint-Amand Handball P                                     | 28-28 | -   | 24-23 | 30-22 | 21-31 | 28-33 | 25-25 | 30-34 | 28-34 | 31-32 | 21-26 | 28-35 |       | 34-22 |
| Toulon MVHB                                                | 18-26 | -   | 21-25 | 21-24 | 21-30 | 28-38 | 31-30 | 32-33 | 24-26 | 30-30 | 23-23 | 24-20 | 29-24 |       |
| - Victoire à domicile - Match nul - Victoire à l'extérieur |       |     |       |       |       |       |       |       |       |       |       |       |       |       |

## Statistiques et récompenses

### Classement des buteuses
| Rang | Joueuse               | Club                       | Buts | Tirs | %       | MJ | Moy. |
| ---- | --------------------- | -------------------------- | ---- | ---- | ------- | -- | ---- |
| 1    | Nathalie Hagman       | Neptunes de Nantes         | 147  | 199  | 73,86 % | 23 | 6,39 |
| 2    | Audrey Deroin         | Mérignac Handball          | 144  | 231  | 62,33 % | 24 | 6,00 |
| 3    | Kristina Jørgensen    | Metz Handball              | 130  | 195  | 66,66 % | 23 | 5,65 |
| 4    | Marie Prouvensier     | OGC Nice CA                | 118  | 164  | 71,85 % | 23 | 5,13 |
| 5    | Louison Boisorieux    | Saint-Amand Handball       | 117  | 231  | 50,64 % | 24 | 4,87 |
| 6    | Laurie Puleri         | Handball Plan-de-Cuques    | 115  | 205  | 56,09 % | 22 | 5,22 |
| 7    | Manon Houette         | Chambray Touraine Handball | 113  | 166  | 68,07 % | 23 | 4,91 |
| 8    | Maëlle Chalmandrier   | Saint-Amand Handball       | 112  | 174  | 64,36 % | 24 | 4,66 |
| 9    | Déborah Lassource     | Paris 92                   | 109  | 177  | 61,58 % | 23 | 4,73 |
| 10   | Romane Frécon-Demouge | Saint-Amand Handball       | 105  | 166  | 63,25 % | 24 | 4,37 |

### Classement des gardiennes
| Rang | Joueuse            | Club                          | Arrêts | Tirs | %       | MJ | Moy.  |
| ---- | ------------------ | ----------------------------- | ------ | ---- | ------- | -- | ----- |
| 1    | Ophélie Tonds      | Toulon Métropole Var Handball | 221    | 636  | 34,74 % | 22 | 10,04 |
| 2    | Léna Le Borgne     | Mérignac Handball             | 214    | 695  | 30,79 % | 24 | 8,91  |
| 3    | Julie Foggea       | Brest Bretagne Handball       | 212    | 598  | 35,45 % | 22 | 9,63  |
| 4    | Maja Vojnović      | Saint-Amand Handball          | 203    | 662  | 30,66 % | 24 | 8,45  |
| 5    | Marija Čolić       | OGC Nice CA                   | 199    | 648  | 30,70 % | 19 | 10,47 |
| 6    | Tonje Haug Lerstad | ES Besançon                   | 190    | 586  | 32,42 % | 23 | 8,26  |
| 7    | Léa Serdarevic     | Paris 92                      | 180    | 602  | 29,90 % | 23 | 7,82  |
| 8    | Hatadou Sako       | Metz Handball                 | 175    | 420  | 41,66 % | 23 | 7,6   |
| 9    | Agathe Quiniou     | Chambray Touraine Handball    | 165    | 588  | 28,06 % | 21 | 7,85  |
| 10   | Camille Depuiset   | Metz Handball                 | 163    | 455  | 35,82 % | 23 | 7,08  |

### Statistiques et faits marquants
- Meilleure attaque : 807 buts marqués (33,63 buts/match) pour le Metz Handball
- Meilleure défense : 578 buts encaissés (24,08 buts/match) pour le Metz Handball
- Plus grand nombre de buts pendant une journée : 420 buts lors de la 4e journée
- Plus petit nombre de buts dans une rencontre : 41 buts lors du match de la 24e journée entre le JDA Bourgogne Dijon et le Paris 92 (22-19)
- Plus grand nombre de buts dans une rencontre : 69 buts lors du match de la 7e journée entre l'OGC Nice CA et le Chambray Touraine Handball (33-36)
- Plus large victoire à domicile : 25 buts d'écart lors du match de la 23e journée entre le Metz Handball et l'OGC Nice CA (42-17)
- Plus large victoire à l'extérieur : 16 buts d'écart lors du match de la 24e journée entre l'OGC Nice CA et le Metz Handball (21-37)
- Plus grand nombre de buts dans une rencontre pour une joueuse : 12 buts pour  Maëlle Chalmandrier (Saint-Amand Handball) lors de Saint-Amand Handball-Chambray Touraine Handball (21-31) le 12 octobre 2022 (5e journée) et Manon Houette (Chambray Touraine Handball) lors de Toulon Métropole Var Handball-Chambray Touraine Handball (21-30) le 11 janvier 2023 (11e journée).
- Plus grande série sur la saison :
  - de victoires : 24 matches pour le Metz Handball depuis le 3 septembre 2022 lors de la 1re journée.
  - de défaites : 7 matches pour le Handball Plan-de-Cuques du 18 janvier 2023 lors de la 12e journée au 25 mars 2023 lors de la 19e journée.
  - de matchs sans défaite sur la saison : 24 matches pour le Metz Handball depuis le 3 septembre 2022 lors de la 1re journée.
  - de matchs sans victoire sur la saison : 15 matches pour le Toulon Métropole Var Handball depuis le 21 octobre 2022 lors de la 6e journée au 19 mai 2023 lors de la 24e journée.
- Plus grande série (dont hors saison 2022/2023) :
  - de victoires : 25 matches pour le Metz Handball depuis le 29 mai 2022 lors de la finale retour 2021/2022.
  - de victoires : 25 matches pour le Metz Handball depuis le 29 mai 2022 lors de la finale retour 2021/2022.

### 7 Majeur de la semaine
Après chaque journée de championnat, l'Association des joueurs professionnels de handball (AJPH) désigne le 7 majeur de la semaine en association avec Les Sportives Magazine :

### Joueuse du mois
| Joueuse du mois |                                                   |                                                   |                                                   |
| Mois            | Joueuse                                           | Autres nommées                                    | Autres nommées                                    |
| Septembre       | Bruna de Paula (56 %, Metz)                       | Justine Hicquebrant (32 %, Celles-sur-Belle)      | Jovana Stoiljković (12 %, Chambray)               |
| Octobre         | Camille Depuiset (58 %, Metz)                     | Ilona Di Rocco (23 %, Dijon)                      | Nathalie Hagman (19 %, Nantes)                    |
| Novembre        | non décerné du fait du Championnat d'Europe 2022. | non décerné du fait du Championnat d'Europe 2022. | non décerné du fait du Championnat d'Europe 2022. |
| Décembre        | Manon Houette (38 %, Chambray)                    | Louise Burgaard (32 %, Metz)                      | Léna Grandveau (30 %, Nantes)                     |
| Janvier         | Camille Depuiset (60 %, Metz)                     | Louison Boisorieux (30 %, Saint-Amand-les-Eaux)   | Laura van der Heijden (handball) (10 %, Chambray) |
| Février         | Kristina Jørgensen (60 %, Metz)                   | Oriane Ondono (23 %, Nantes)                      | Aimée von Pereira (17 %, Nice)                    |
| Mars            | Hatadou Sako (61 %, Metz)                         | Jannela Blonbou (29 %, Paris 92)                  | Nadia Mielke-Offendal (10 %, Chambray)            |
| Avril           | Alizée Frécon-Demouge (61 %, Besançon)            | Sabrina Zazaï (21 %, Besançon)                    | Hatadou Sako (17 %, Metz)                         |
| Mai             | ? (. %, {club})                                   | ? (. %, {club})                                   | ? (. %, {club})                                   |

### Distinctions individuelles
Les trois ou cinq (pour le trophée de la meilleure joueuse) nommé.es par poste ont été choisis par un comité d'experts composé de membres de la Ligue féminine de handball, 7Master, AJPH, UCPHF, DTN et journalistes, sur une base de cinq joueuses et entraineurs désignés préalablement par l'AJPH. Le grand public et les « familles » (capitaines, entraîneurs et présidents des clubs) ont pu voter du 2 au 9 mai sur le site internet de la LFH. Les résultats proviennent de 50 % du grand public et 50 % des « familles »,.
Les résultats ont été dévoilés le 23 mai 2023. Le Metz Handball remporte au total six des dix Trophées LFH, suivi par Brest Bretagne Handball avec deux Trophées LFH puis le Paris 92 et les Neptunes de Nantes avec un Trophée LFH chacun :
- Meilleure joueuse : Bruna de Paula (Metz Handball, 55,85 %), Sarah Bouktit (Metz Handball), Nathalie Hagman (Neptunes de Nantes), Kristina Jørgensen, (Metz Handball), Hatadou Sako (Metz Handball)

- Meilleur entraîneur : Emmanuel Mayonnade (Metz Handball, 58,57 %), Clément Alcacer (OGC Nice), Mathieu Lanfranchi (Chambray THB)
- Meilleure espoir : Coura Kanouté (Paris 92, 39,24 %) Nina Dury (JDA Dijon), Kiara Tshimanga (ES Besançon)
- Meilleure défenseure : Pauletta Foppa (Brest Bretagne Handball, 41,70 %), Oriane Ondono (Neptunes de Nantes), Tamara Horacek (Metz Handball)

- Meilleure gardienne de but : Hatadou Sako (Metz Handball, 61,83 %), Camille Depuiset (Metz Handball), Julie Foggea (Brest Bretagne Handball)
- Meilleure ailière gauche : Chloé Valentini (Metz Handball, 62,77 %), Marine Dupuis (Neptunes de Nantes), Manon Houette (Chambray THB)
- Meilleure arrière gauche : Bruna de Paula (Metz Handball, 70,42 %), Djazz Chambertin (OGC Nice), Stine Lønborg (JDA Dijon)
- Meilleure demi-centre : Kristina Jørgensen, (Metz Handball, 35,59 %), Jenny Carlson (Brest Bretagne Handball), Léna Grandveau (Neptunes de Nantes)
- Meilleure pivot : Pauletta Foppa (Brest Bretagne Handball, 47,66 %), Sarah Bouktit (Metz Handball), Oriane Ondono (Neptunes de Nantes)
- Meilleure arrière droite : Louise Burgaard (Metz Handball, 62,61 %), Jannela Blonbou (Paris 92), Laura van der Heijden  (Chambray THB)
- Meilleure ailière droite : Nathalie Hagman (Neptunes de Nantes, 53,67 %), Audrey Deroin (Mérignac Handball), Marie Prouvensier (OGC Nice)

## Bilan de la saison
| Tableau d'honneur de la saison 2022-2023 |                               |                               |
| Compétition                              | Vainqueurs                    | Commentaire                   |
| Championnat de France                    | Metz Handball                 | 25e titre                     |
| Coupe de France                          | Metz Handball                 | 11e victoire                  |
| Bilan en coupes d'Europe 2022-2023       |                               |                               |
| Compétition                              | Engagés                       | Commentaire                   |
| Ligue des champions                      | Metz Handball                 | 1/4 de finale                 |
| Ligue des champions                      | Brest Bretagne Handball       | Barrages (1/8 de f.)          |
| Ligue européenne                         | Neptunes de Nantes            | 1/4 de finale                 |
| Ligue européenne                         | Paris 92                      | Phase de groupes              |
| Ligue européenne                         | ES Besançon                   | Phase de groupes              |
| Ligue européenne                         | Chambray Touraine HB          | Premier tour                  |
| Qualifications européennes 2023-2024     |                               |                               |
| Compétition                              | Qualifiés                     | Commentaire                   |
| Ligue des champions                      | Metz Handball                 | Champion de France            |
| Ligue des champions                      | Brest Bretagne Handball       | 2e du championnat             |
| Ligue européenne                         | Neptunes de Nantes            | 3e du championnat             |
| Ligue européenne                         | Chambray Touraine Handball    | 4e du championnat             |
| Ligue européenne                         | JDA Bourgogne Dijon           | 5e du championnat             |
| Promotions et relégations                |                               |                               |
| Relégué en Division 2                    | Mérignac Handball             | 13e du championnat (repêché)  |
| Rétrogradé en Division 2                 | HBC Celles-sur-Belle          | Rétrogradation administrative |
| Dépôt de bilan                           | Bourg-de-Péage Drôme Handball | En décembre 2022              |
| Promu de Division 2                      | Stella Saint-Maur Handball    | 1er club VAP (Champion de D2) |
| Promu de Division 2                      | Achenheim Truchtersheim HB    | 2e club VAP (vice-champion)   |

## Diffusions TV et internet
- Chaînes de télévision (qui diffusent également sur leurs sites internet respectifs):
  - Sport en France
    - Diffuseur TV officiel de la Ligue Butagaz Énergie. Il retransmet en direct un match par journée de championnat[70].
    - Chaîne de télévision du Comité national olympique et sportif français (CNOSF)

  - Moselle TV (diffuse des matchs à domicile de Metz Handball)
  - Tébéo TV (diffuse des matchs à domicile du Brest Bretagne Handball)
- Handball TV: plateforme internet OTT de la Fédération française de handball, lancée le 30 août 2022[71]
  - Retransmet le flux des chaînes TV diffusant les matchs du championnat: Sport en France, Moselle TV (matchs à domicile de Metz ), Tébéo TV (matchs à domicile de Brest)
  - Diffuse quelques matchs du championnat en exclusivité
  - Replays des matchs
  - Interviews, reportages & documentaires